# Jazz à Juan

Logo des Festivals

Jazz à Juan (alternativ: Jazzfestival von Antibes) ist der Name des Jazz-Festivals in Südfrankreich im Seebad Juan-les-Pins bei Antibes, das alljährlich an neun aufeinanderfolgenden Abenden im Juli stattfindet. Es gilt als eines der besten Sommerjazzfestivals.

## Geschichte
Hauptgrund für die Ortswahl der Veranstaltung war die Tatsache, dass Sidney Bechet hier im warmen Klima der Côte d’Azur seine letzten Lebensjahre verbrachte. Das erste Festival fand ab dem 7. Juli 1960 statt und ist damit eines der frühen europäischen Jazz-Festivals. Die Initiatoren waren Jacques Souplet und Jacques Hebey. Bei dieser Premiere trat auch das Orchester von Wilbur de Paris (mit Charles Mingus), Charles Mingus mit seinem Quintet zusammen mit Bud Powell als Gast, Albert Mangelsdorff, Dusko Goykovich, Dizzy Gillespie und Rosetta Tharpe auf. In den folgenden Veranstaltungsjahren lockte das Festival zahlreiche Jazzgrößen wie Louis Armstrong, Ella Fitzgerald, Duke Ellington, Keith Jarrett, Miles Davis, Sonny Rollins, Cab Calloway, Oscar Peterson, John Coltrane, Erroll Garner, Chick Corea, Sarah Vaughan an. Auch das Modern Jazz Quartet, Stan Getz, Count Basie, Lionel Hampton, Gil Evans, Ray Charles spielten hier. Auch dem Blues wird Rechnung getragen, so spielten u. a. Größen wie Chuck Berry, B. B. King und Luther Allison auf dem Festival.
Bis auf die Jahre 1971 und 1972, wo es ausnahmsweise in Nizza stattfand, liegt der Veranstaltungsort in Juan-les-Pins stets unter freiem Himmel, so in der Pinède Gould und einigen Off-Stätten, wie den Pinienwäldern am Boule-Club.
Auf dem Festival werden regelmäßig Preise vergeben, z. B. erhielten Hans Koller und Inge Brandenburg auf dem ersten Festival Preise als beste Solisten.

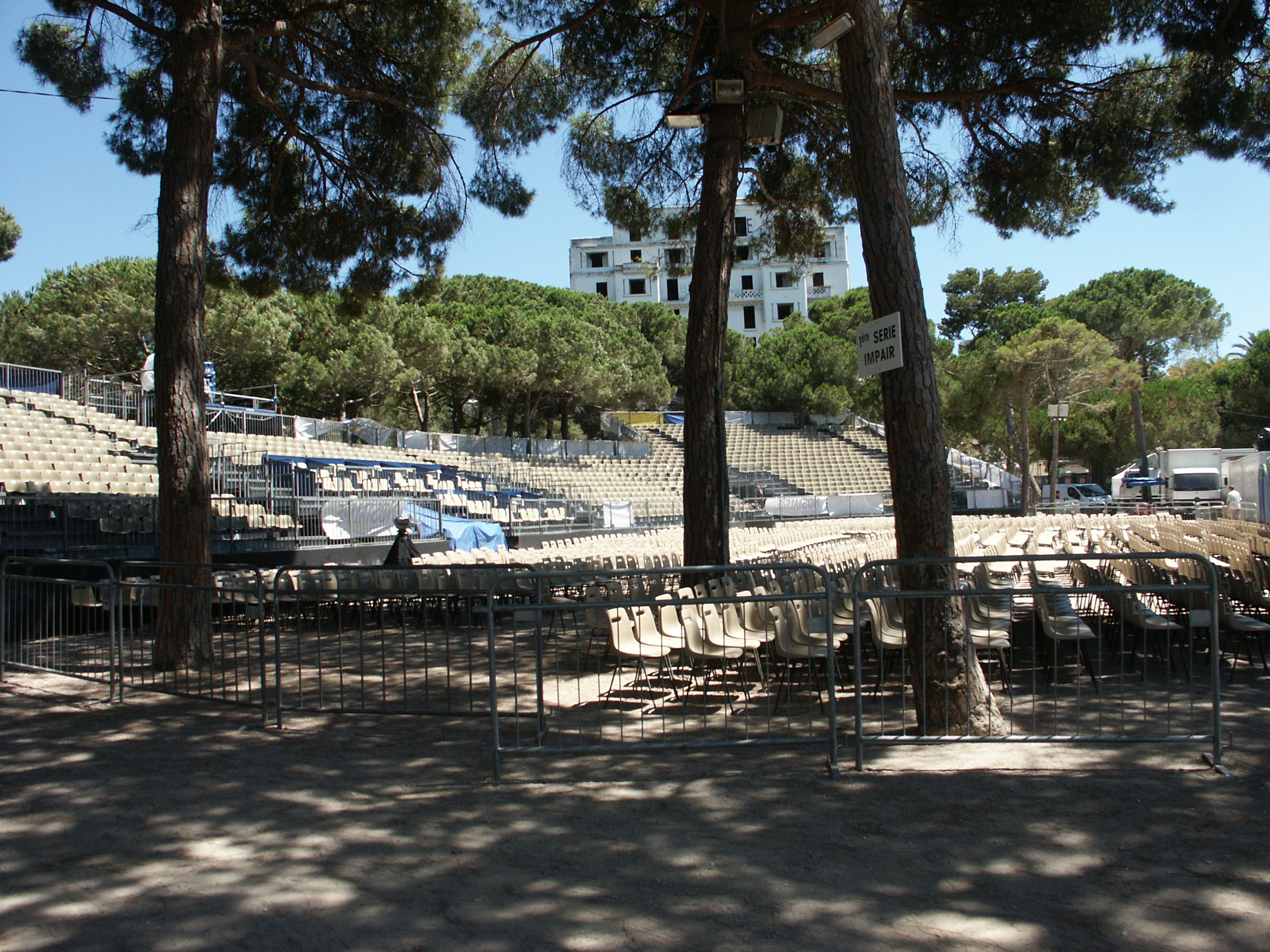
Pinède Gould, Auftrittsort des Jazzfestivals, 2003

Künstlerische Leiter des Festivals waren 1973 bis 1991 Norbert Gamsohn (der auch regelmäßige Fernsehübertragungen initiierte), 1992 bis 2000 Victor Lévy-Perrault, 2001 bis 2009 Harry Lapp und von 2010 bis 2021 Jean-René Palacio. Seit 2022 liegt die künstlerische Leitung bei Jean-Noël Ginibre, Reno Di Matteo und Pascal Pilorget. Veranstalter ist das Tourismusbüro (Office de Tourisme) von Juan-Les-Pins und Antibes. Seit 2010 wird es von der Société des bains de mer de Monaco organisiert.

## Wettbewerb Jazz à Juan Révélations
Der Nachwuchswettbewerb findet seit 2002 statt. Es werden ausgewählte Musiker und Gruppen eingeladen und seit 2007 wird ein Jury- und Publikumspreis vergeben (der Publikumspreis richtet sich nach dem Applaus nach der Vorstellung). Die Gewinner werden zu einem Konzert im folgenden Jahr eingeladen. Sponsor war zeitweise Radio TSF Jazz, ab 2010 France Bleu Azur und France Musique. Der Preis wurde 2010 nicht vergeben und zuletzt 2012.
Gewinner waren:
- 2005 Youn Sun Nah (Gesang), Pierre Christophe (Piano), Laurent Mignard (Instrumental)
- 2006 Géraldine Laurent (Instrumental)[4]
- 2007 Jurypreis Nicole Henry, Publikumspreis Sashird Lao
- 2008 Jurypreis und Publikumspreis Virginie Teychené
- 2009 Jurypreis und Publikumspreis Tineke Postma
- 2011 Jurypreis Alex Stuart Quartet, Publikumspreis Jean-Christophe Di Costanzo Quartet, Preis von Radio France Gregory Ott Trio
- 2012 Jurypreis, RTL-Preis und Publikumspreis Mélanie Scholt

## Live-Alben vom Festival
- 1960: Charles Mingus & Eric Dolphy featuring Bud Powell, Jazz Festival, Antibes, July 13, 1960, EEC
- 1963: Miles Davis, Miles Davis in Europe, CBS
- 1963: Dizzy Gillespie, New Wave, Philips
- 1964: Ella Fitzgerald, Ella at Juan-les-Pins, Verve
- 1965: Woody Herman, Live in Antibes
- 1965: John Coltrane, Live in Antibes, France Radio Classic Concerts
- 1967: Ella Fitzgerald und Duke Ellington, Ella and Duke at the Côte D'Azur, Verve
- 1967: Duke Ellington, Soul Call, Verve
- 1968: Mahalia Jackson, Live In Antibes, 1968
- 1968: Count Basie, Live in Antibes-1968, France Radio Classic Concerts
- 1971: Charles Lloyd, The Flowering, Atlantic
- 1973: Hannibal Marvin Peterson, Hannibal In Antibes, Enja
- 1974: Lee Konitz, Jazz à Juan, Steeplechase
- 1974: Muddy Waters, Live In Antibes, 1974, France Radio Classic Concerts
- 1974: Freddie King, Live In Antibes, 1974, France Radio Classic Concerts
- 1976: Charles Mingus, Mingus at Antibes, Atlantic
- 1981: René Urtreger, En Direct d'Antibes, Emarcy
- 1995: Dee Dee Bridgewater, Live in Antibes & Juan-les-Pins, DVD, Universal Music
- 2003: Keith Jarrett, Up for It, ECM
- 2004: Archie Shepp and the Full Moon Ensemble, Live In Antibes Vol. 1 et 2, Abraxas
- 2011: Preservation Hall Jazz Band Festival international de jazz d'Antibes-Juan les Pins-Vol 1 & 2, Sony
- 2011: Christian Vander Alien Trio, Antibes 1983, Seventh New